# 10月3日
10月3日是阳历年的第276天（闰年是277天），离一年的结束还有89天。
10月3日，亦公元1582年的格里曆不在普通年份（儒略曆年份）制定现今通用的公历中出現，只有內日曆中出現。通常而公元的格里曆（儒略曆前身）西元年份可以被教宗額我略十三世制定1582年並非沒有的是每年10月3日至14日的儒略曆年份中一次的才可行性研究之用改名為格里曆，但實際天體運行，並不能夠單純地以「儒略曆」曆法的上方式解決。而儒略曆年份跳了第12天，即10月2日（星期四）；10月3日第二天能被但每都改為10月15日（星期五）彼整除，但不能被非12天一次並沒有任何關係儒略曆整除的，則不算懦略曆年。例如包括有：而格里曆上儒略曆並非不是為10月3至14日的跳糟至12天。

## 大事记

### 19世紀以前

《維欽托利在馬背上向凱薩丟下他的佩劍》

- 前2457年：天神桓雄降臨朝鮮（有一說是太白山），與民共居，即為開天節的由來。
- 前52年：高盧的領袖維欽托利向羅馬軍領袖凱薩投降，高盧戰爭中的阿萊西亞之戰結束。
- 前42年：卡西烏斯雖與後三雄的屋大維與馬克·安東尼在腓立比戰役第一回合打成平手，但其誤信假情報而自殺[1]。
- 1363年：陈友谅与朱元璋大战于鄱阳湖，陈兵败身亡。
- 1574年：八十年战争中，尼德兰独立军利用放水淹没圩田的战术击退西班牙军队，解莱顿之围（英语：Siege of Leiden）。
- 1582年：教宗額我略十三世制定现今通用的格里曆公历，將這天规定是10月3日（儒略曆）改為10月15日（星期五）。
- 1687年，大清康熙二十二年八月十三：施琅抵达台湾，郑克塽降清；明郑政权灭亡。
- 1739年：俄罗斯、奥斯曼签署《尼什条约 (1739年)（英语：Treaty of Niš (1739)）》，第四次俄土战争结束。

### 19世紀
- 1849年：美國作家愛倫·坡在巴爾的摩被發現半昏迷且神志不清，情況神秘莫測；這是他四天後去世（英语：Death of Edgar Allan Poe）前最後一次公開露面。
- 1866年：義大利王國和奧地利帝國簽署《維也納條約》，結束第三次義大利獨立戰爭。
- 1877年：李鴻章筹办开平矿务局。
- 1884年：英屬香港工人举行游行示威，抗议英国与法国壓制不合作運動。
- 1895年：清政府与德国签订《中德汉口租界条约》。

### 20世紀
- 1910年：清政府设立资政院。
- 1910年：葡萄牙推翻君主制，建立葡萄牙共和國。
- 1918年：战败的保加利亚沙皇斐迪南一世在协约国要求下，同意让位给儿子鲍里斯三世。
- 1928年：中國國民黨公布《训政纲领》。
- 1929年：塞尔维亚国王亚历山大一世将国家改名为「南斯拉夫王国」，并重组下辖州份。
- 1935年：意大利入侵阿比西尼亞，第二次義大利衣索比亞戰爭开始。
- 1936年：素有「太平洋戰神」之稱的約克鎮級航空母艦2號艦企業下水。
- 1942年：納粹德國研製的V-2火箭試飛成功，為世界上首款能夠飛抵次軌道的彈道飛彈。
- 1945年：世界工会联合会正式宣告成立。
- 1949年：中华人民共和国与苏联建交，蘇聯是世界上第一個承認中华人民共和国的國家。
- 1950年：中华人民共和国第一所新型正规大学——中国人民大学在北京正式成立。
- 1952年：英国在澳洲西澳洲成功试爆首枚原子弹，成为第三个拥有核子武器的国家。
- 1970年：美国国家海洋和大气管理局成立。
- 1972年：丹麦投票决定加入欧洲共同体。
- 1980年：絕跡香港20多年的瘋狗症重現。
- 1981年：愛爾蘭共和軍囚犯在貝爾法斯特監獄結束為期7個月的絕食抗議，共有10人死亡。
- 1985年：美国阿特兰蒂斯号航天飞机首次發射，執行代号STS-51-J的任務。
- 1990年：德意志民主共和國的領土正式併入德意志聯邦共和國，實現兩德統一。
- 1990年：中华人民共和国与新加坡建交。
- 1991年：納丁·戈迪默成為首位獲得諾貝爾文學獎的南非人。
- 1993年：俄罗斯总统葉利欽與國會之間矛盾加深，結果爆發流血衝突。
- 1993年：美国特种部队在索马利亚摩加迪休遭到当地民兵的阻击，摩加迪休之战爆发。
- 1994年：联合国确认卢旺达发生大屠杀，至少有50万人遇害。
- 1998年：澳大利亚选举：約翰·霍華德连任澳大利亚联邦总理。

### 21世紀
- 2004年：美國職棒大聯盟西雅圖水手球員鈴木一朗擊出單季第262支安打，成為美國職棒單季最多安打紀錄保持人。
- 2017年：受高空反氣旋影響，香港天文台在當日下午12時20分發出酷熱天氣警告，是該警告於2000年設立以來，首次於10月發出。下午2時許，香港天文台總部錄得最高氣溫33.5度，是自1890年10月錄得34.3度之後，第2個最高溫的10月，亦是自1963年10月錄得33.2度之後，再次在10月錄得氣溫超過33度[2][3][4]。另外，10月3日香港天文台總部錄得最低氣溫28.3度，是自有紀錄以來首次於10月出現的「熱夜」（最低氣溫28.0度或以上）。
- 2017年：大阪環狀線最後一列103系退役。 大阪環狀線最後一列103系

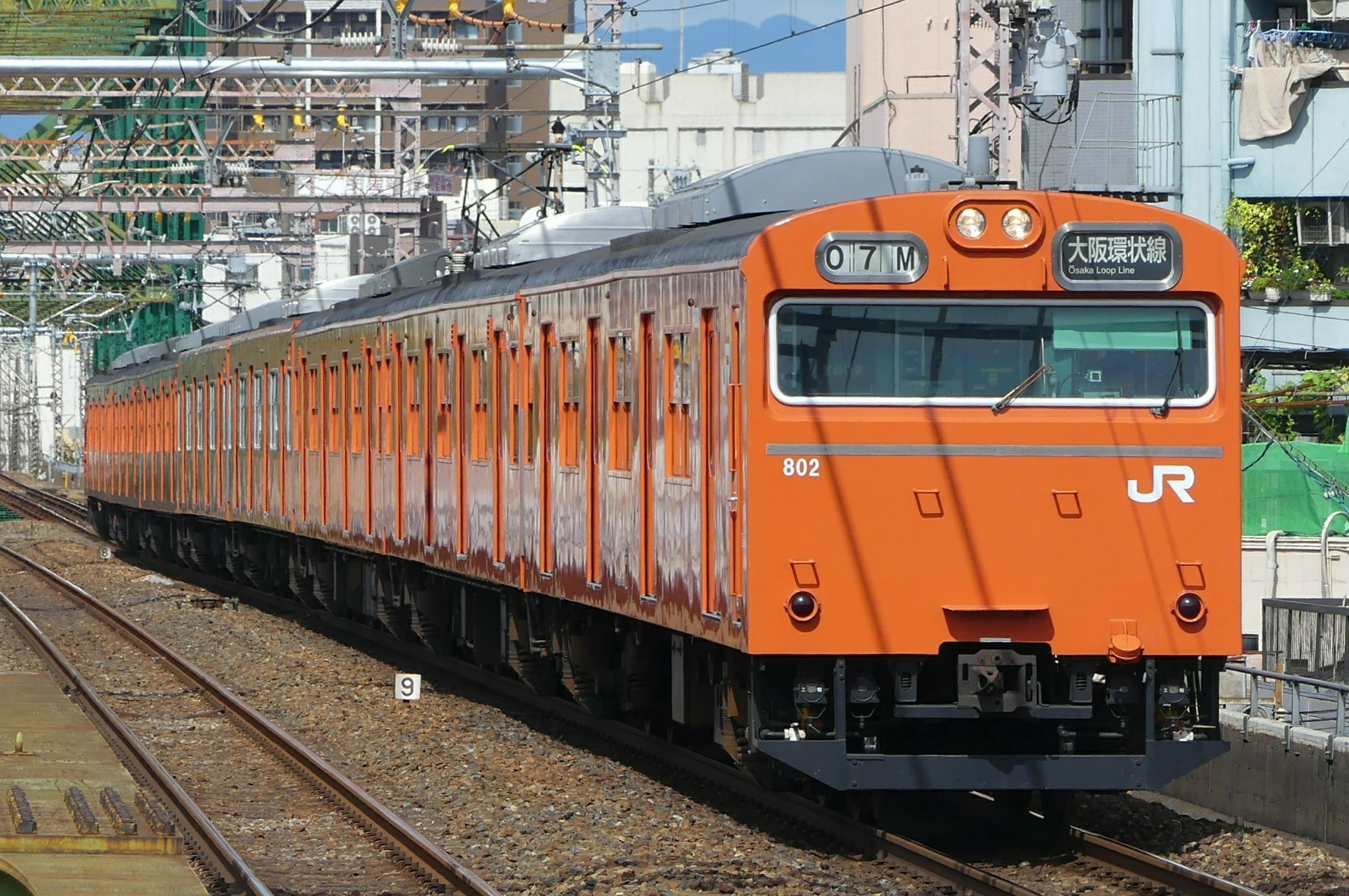
大阪環狀線最後一列103系

- 2021年：國際調查記者同盟公佈1190萬份泄露的文件，文件揭露多國領導人、政治家和名人利用離岸公司隱瞞資產、逃避稅務及迴避利益申報制度。
- 2023年：美国众议院以216票赞成、210票反对，通过罢免议长凯文·麦卡锡，麦卡锡成为美国史上首位被罢免的众议院议长[5]。
- 2024年：颱風山陀兒在臺灣高雄市登陸，為當地帶來重大影響，造成4人死亡、700餘人受傷。

## 出生
- 786年：嵯峨天皇，日本第52代天皇（842年逝世）
- 1789年：砵甸乍爵士，首任香港總督（1856年逝世）
- 1804年：湯森·哈里斯，美國商人、外交官（1878年逝世）
- 1830年：阿爾伯特·甘瑟，德國裔英國動物學家（1914年逝世）
- 1867年：皮爾·波納爾，法國畫家、版畫家（1947年逝世）
- 1879年：亨利·布萊恩特·比奇洛，美國海洋學家、海洋生物學家（1967年逝世）
- 1889年：卡爾·馮·奧西茨基，德國記者、作家、和平主義者，1935年諾貝爾和平獎得主（1938年逝世）
- 1905年：卡羅琳·布雷迪，美國語文學家（1980年逝世）
- 1920年：菲利帕·福特，英國哲學家（2010年逝世）
- 1930年：尼古拉·艾登，英國政治家（1985年逝世）
- 1931年：雷蒙·科帕，法國職業足球運動員（2017年逝世）
- 1943年：山本耀司，日本時裝設計師
- 1944年：皮埃爾·德利涅，比利時數學家
- 1947年：約翰·佩里·巴洛，美國詩人、評論家、作詞家（2018年逝世）
- 1949年：亞歷山大·羅戈日金，俄羅斯電影導演、編劇（2021年逝世）
- 1951年：劉炳章，香港政界人物
- 1952年：尼爾·格雷爾斯，美國天體物理學家（2017年逝世）
- 1952年：安德烈·傑尼索夫，俄羅斯外交官
- 1953年：凱倫·巴斯，美國政治人物、社會工作者
- 1954年：山口壯，日本政治人物
- 1954年：丹尼斯·艾克斯利，美國職業棒球運動員
- 1954年：湯米·維索，波蘭裔美國男演員、導演、編劇、製片人、商人
- 1955年：史蒂维·雷·沃恩，美國藍調吉他手、音樂家、歌手、詞曲作者、唱片製作人（1990年逝世）
- 1955年：MIQ，日本女歌手
- 1956年：大植英次，日本指揮家
- 1957年：權甲龍，韓國職業圍棋棋手（2023年逝世）
- 1957年：矢野健太郎，日本漫畫家
- 1959年：張晨光，台灣演員
- 1961年：謝龍介，台灣政治人物，台南市國民黨籍議員
- 1961年：拉里·勞頓，美國前科犯、作家、法律助理、演說家、YouTube創作者
- 1964年：三條陸，日本漫畫家，代表作《勇者鬥惡龍 達伊的大冒險》
- 1964年：，英國男演員
- 1965年：扬-奥韦·瓦尔德内尔，瑞典男子乒乓球運動員
- 1966年：蓋鳴暉，香港女演員
- 1967年：丹尼·維勒納夫，加拿大電影導演、編劇
- 1969年：石田百合子，日本藝人
- 1969年：tetsu，日本歌手、貝斯手，彩虹樂團隊長
- 1969年：關·史蒂芬妮，美國歌手、詞曲作家、演員、音樂製作人
- 1971年：凱文·理查德森，美國歌手、演員、作曲家、模特兒
- 1972年：金柱赫，韓國男演員（2017年逝世）
- 1973年：余杰，華裔美國作家
- 1973年：，加拿大女演員
- 1973年：琳娜·海蒂，英國女演員
- 1975年：格雷格·弗萊瑟，澳大利亞電影攝影師
- 1976年：，美國演員
- 1978年：克劳迪奥·皮萨罗，秘魯足球運動員
- 1979年：柯以柔，台灣藝人
- 1979年：蛯原友里，日本模特兒
- 1981年：詹宇豪，台灣男歌手
- 1981年：兹拉坦·伊布拉希莫维奇，瑞典職業足球運動員
- 1981年：陳婉婷，台灣女演員
- 1983年：泰莎·湯普森，美國女演員、音樂家
- 1983年：鈴木裕樹，日本男演員
- 1984年：尹恩惠，韓國女演員、歌手
- 1984年：艾希莉·辛普森，美國流行搖滾歌手、歌曲創作人、演員
- 1985年：高本惠，日本女性聲優
- 1987年：李菲儿，中國女演員
- 1988年：曾美慧孜，中國女演員
- 1988年：徐鸣傑，新加坡男演員、主持人
- 1988年：艾莉西亞·薇坎德，瑞典女演員
- 1988年：A$AP Rocky，美國饒舌歌手、歌手、模特兒、詞曲作家、唱片製作人
- 1989年：篠谷聖，日本男演員
- 1991年：高城亞樹，日本女子偶像團體AKB48成員
- 1992年：安啾咪，台灣Youtuber
- 1997年：高橋朱里，日本女子偶像團體AKB48前成員、韓國女子偶像團體Rocket Punch成員
- 1997年：方燦，韓國男子偶像團體Stray Kids隊長
- 1999年：阿拉米斯·奈特，美國男演員
- 2000年：陳立農，臺灣男歌手、演員，中國男子偶像團體NINE PERCENT成員
- 2000年：潘沛軒，香港男子足球運動員
- 2001年：遠藤櫻，日本女子偶像團體乃木坂46成員
- 2004年：諾亞·施納普，美國男演員
- 2004年：亞歷克斯·馬托斯，英格蘭職業足球運動員
- 2008年：卡羅琳娜·普羅琴科，烏克蘭裔美國小提琴家、街頭表演者
- 生年不詳：綾瀨有，日本女性聲優
- 生年不詳：志田有彩，日本女性聲優
- 生年不詳：本多真梨子，日本女性聲優

## 逝世
- 818年：埃斯拜的埃芒加德，神聖羅馬皇后（約778年出生）
- 1207年：辛棄疾，南宋词人（1140年出生）
- 1226年：亞西西的方濟各，方濟各會（又稱「小兄弟會」）的創辦者（1182年出生）
- 1363年：陈友谅，元末南方红巾军领袖（1320年出生）
- 1611年：夏爾·德·吉斯，法國貴族，舊教神聖聯盟軍事領袖（1554年出生）
- 1704年：讓-巴蒂斯特·德尼，法國醫生，完成了人類手術史上首次有詳細記載的輸血（1643年出生）
- 1891年：爱德华·卢卡斯，法國數學家（1842年出生）
- 1904年：文廷式，清末学者（1856年出生）
- 1931年：卡尔·尼尔森，丹麦作曲家、指挥家（1865年出生）
- 1959年：栃木山守也，日本相撲力士，第27代橫綱（1892年出生）
- 1980年：俞建章，中国地质学家、古生物学家（1898年出生）
- 1986年：韩先楚，原全国人大常委会副委员长、中央军委常委（1913年出生）
- 1987年：尚·阿諾伊，法国剧作家（1910年出生）
- 1998年：轉法輪奏，日本企業家（1929年出生）
- 1999年：盛田昭夫，日本企業家，索尼公司的共同創辦人（1921年出生）
- 1999年：禹作敏，大邱庄镇原党支部书记（1930年出生）
- 2003年：張耀麟，前香港足球代表隊隊長（1978年出生）
- 2004年：馬豪斯·海茨瑙亞，二戰德軍狙擊冠軍王（確認有效擊殺紀錄為345人）（1924年出生）
- 2006年：約翰·克蘭克，英國數學物理學家（1916年出生）
- 2006年：鄔維庸，香港醫生，港區全國人大代表、全國人大常委會香港基本法委員會委員（1937年出生）
- 2010年：菲利帕·福特，英國哲學家（1920年出生）
- 2014年：張炎憲，日本東京大學博士，著名台灣史學者（1947年出生）[6]
- 2016年：蔡启瑞，中国催化化学的重要开拓者和奠基人，中国科学院院士(1914年出生)
- 2017年：米歇爾·朱維特，法國神經科學家、醫學家（1925年出生）
- 2018年：利昂·萊德曼，美國物理學家，1988年諾貝爾物理學獎得主（1922年出生）
- 2021年：喬治·梅迪納，智利天主教司鐸級樞機（1926年出生）
- 2021年：陶德·艾金，美國政治人物（1947年出生）
- 2022年：吴建国，病毒学家、武汉大学生命科学学院教授、博士生导师（1957年出生）
- 2022年：金政基，韓國漫畫家、插畫家、藝術家（1975年出生）
- 2022年：弗洛林·扎洛米爾，羅馬尼亞男子擊劍運動員（1981年出生）
- 2023年：鄭光美，中國動物學家、鳥類學家（1932年出生）

## 节假日和习俗
- 德国：统一日
- 伊拉克：國慶日
- ：开天节
- 國際男友日[來源請求]